# América Tropical: Oprimida y Destrozada por los Imperialismos
América Tropical: Oprimida y Destrozada por los Imperialismos es un mural al fresco de 30 metros de ancho pintado en 1932 por David Alfaro Siqueiros y otros artistas en Los Ángeles, California, en una pared exterior del segundo nivel del Salón Italiano. Fue pintado poco después de su finalización en una pared externa del Salón Italiano en la calle Olvera, en el Monumento Histórico El Pueblo de Los Ángeles en el Downtown de Los Ángeles. Fue restaurado y revelado al público en 2012, 80 años después de su primera inauguración.

## Historia

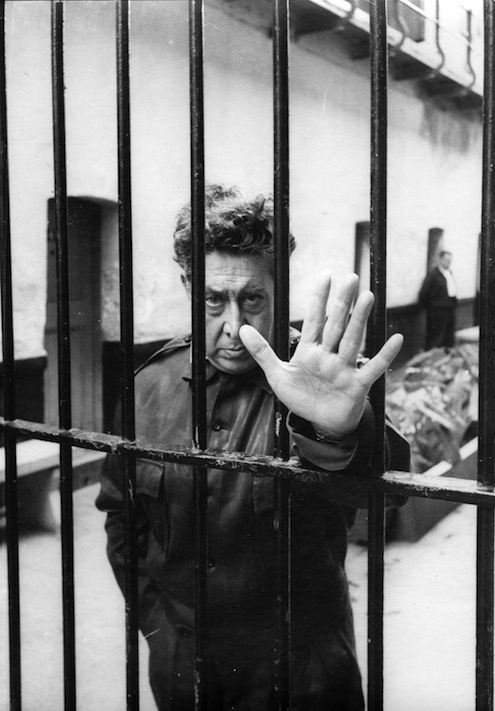
David Alfaro Siqueiros, 1960

Siqueiros llegó a Los Ángeles como refugiado político en 1932 y fue patrocinado por el Plaza Art Center para crear un mural que supuestamente trataba sobre hombres felices, loros y palmeras con frutas cayendo a la boca de la gente. Sin embargo, Siqueiros desobedeció por completo la solicitud del proyecto institucional en pos de su propia idea artística única al crear su propio mural, que resultó ser una de las piezas de arte más controvertidas en la historia de Los Ángeles, América Tropical.
El mural se convirtió en el centro de la controversia, ya que la pintura representaba claramente una pirámide maya rodeada de árboles retorcidos, y en el centro había una persona indígena crucificada, muerta en una cruz de doble filo. Hay esculturas en la parte inferior del mural, destruidas, que representan la arquitectura precolombina y la antigua civilización indígena. En el lado izquierdo de la pirámide hay dos francotiradores que miran al águila imperial americana que está encima del indígena crucificado y los dos francotiradores revolucionarios mexicanos a su derecha parecen listos para disparar en cualquier momento.
América Tropical es una parte emblemática del muralismo mexicano que sucedió entre las décadas de 1920 y 1970 y luego inspiró el movimiento de arte chicano en los Estados Unidos para los mexicano-estadounidenses. Siqueiros también perteneció a uno de los grupos más elitistas de artistas de la Revolución Mexicana conocido como «los tres grandes», junto a Diego Rivera y José Clemente Orozco. Los tres recorrieron las Américas pintando murales que representaban las luchas de la gente.

### Restauración
América Tropical no es solo un mural, sino que también es una parte intrincada de la historia de Los Ángeles. A medida que la restauración del mural de Siqueiros continúa hoy, la Fundación Getty, a través del Instituto de Conservación Getty, ha gastado 3,95 millones de dólares en un proyecto de restauración, mientras que la ciudad de Los Ángeles también ha contribuido con 5 millones de dólares para la conservación del mural. El alcance del proyecto es conservar, interpretar y brindar acceso público al mural.
Josephina Quezada y Jaime Mejía fueron contratados para restaurar el mural en 1971, pero optaron por preservar el mural en lugar de restaurarlo en ese momento. En ese momento, Siqueiros declinó la preservación de su mural.
Se ha finalizado el trabajo de: documentación, limpieza, reinstalación, estabilización y tratamiento del mural; construir un refugio y una plataforma de observación en un techo adyacente con acceso por ascensor; y el Centro de Interpretación América Tropical.